# Мартышка дриас
Марты́шка дриас (лат. Cercopithecus dryas) — вид приматов семейства мартышковых. Встречается только в бассейне Конго, на левобережье. Ранее считалась тем же видом, что и мартышка-диана. В некоторых источниках считается подвидом мартышки-дианы, но географически изолирована от всех её известных популяций.

## Таксономия
Ранее вид считался членом рода Cercopithecus, однако недавние генетические исследования показали, что вместо этого он является членом рода Chlorocebus. Однако, возможно, этот вид образует свой собственный род.